# Schwarzfußkatze
Die Schwarzfußkatze (Felis nigripes) ist die kleinste afrikanische Katze und in der südwestlichen Trockenzone des südlichen Afrika beheimatet. Sie ist eine der am wenigsten erforschten Karnivoren und gilt als die seltenste afrikanische Katze. Sie wurde erst 2002 als gefährdet (vulnerable) eingestuft. Ursprünglich wurden mit F. n. nigripes und F. n. thomasi zwei Unterarten unterschieden, die heute aber nicht mehr anerkannt sind.

## Aussehen
Die Schwarzfußkatze ist eine der kleinsten Katzenarten weltweit. Weibchen erreichen ein Gewicht von durchschnittlich 1,3 kg und Männchen von 1,9 kg. Kater werden von Kopf bis Rumpf 36,7–43,3 cm groß mit einem 16,4–19,8 cm langen Schwanz; Katzen sind kleiner und werden von Kopf bis Rumpf höchstens 36,9 cm groß mit einem bis zu 17,0 cm langen Schwanz. Die Schulterhöhe beträgt bis zu 25 cm. Der Kopf erscheint verglichen mit dem übrigen Körper überproportioniert. Das Fell ist ockergelb und mit großen, schwarzen Flecken übersät, die Schwanzspitze ist schwarz.
Der Name Schwarzfußkatze ist etwas irreführend, denn lediglich die Ballen und Unterseiten der Pfoten sind schwarz. Oberseitig sind die Pfoten hellbräunlich. Das Fell variiert farblich von zimtfarben, gelbbraun bis lohfarben und ist mit schwarzen oder braunen Flecken überzogen, die sich an den Beinen, im Nacken und am Schwanz zu Ringen verbinden. Die Haut ist jedoch pinkfarben. Die runden Ohren sind rückseitig von der gleichen Farbe wie der Grundton des Fells. Die Augen sind sehr groß.

## Verbreitung und Lebensraum

Das Verbreitungsgebiet im südlichen Afrika

Verbreitet ist die Schwarzfußkatze in Südafrika, Namibia und Botswana. In Simbabwe und im äußersten Süden Angolas gibt es nur wenige Tiere. Sie lebt bis auf 2.000 m Höhe in trockener Savanne, Grasland und der Halbwüste der Karoo, wo es Busch- und Baumbestand gibt. Sie lebt nicht in den sehr trockenen und sandigen Teilen von Namib und Kalahari.

## Lebensweise und Verhalten

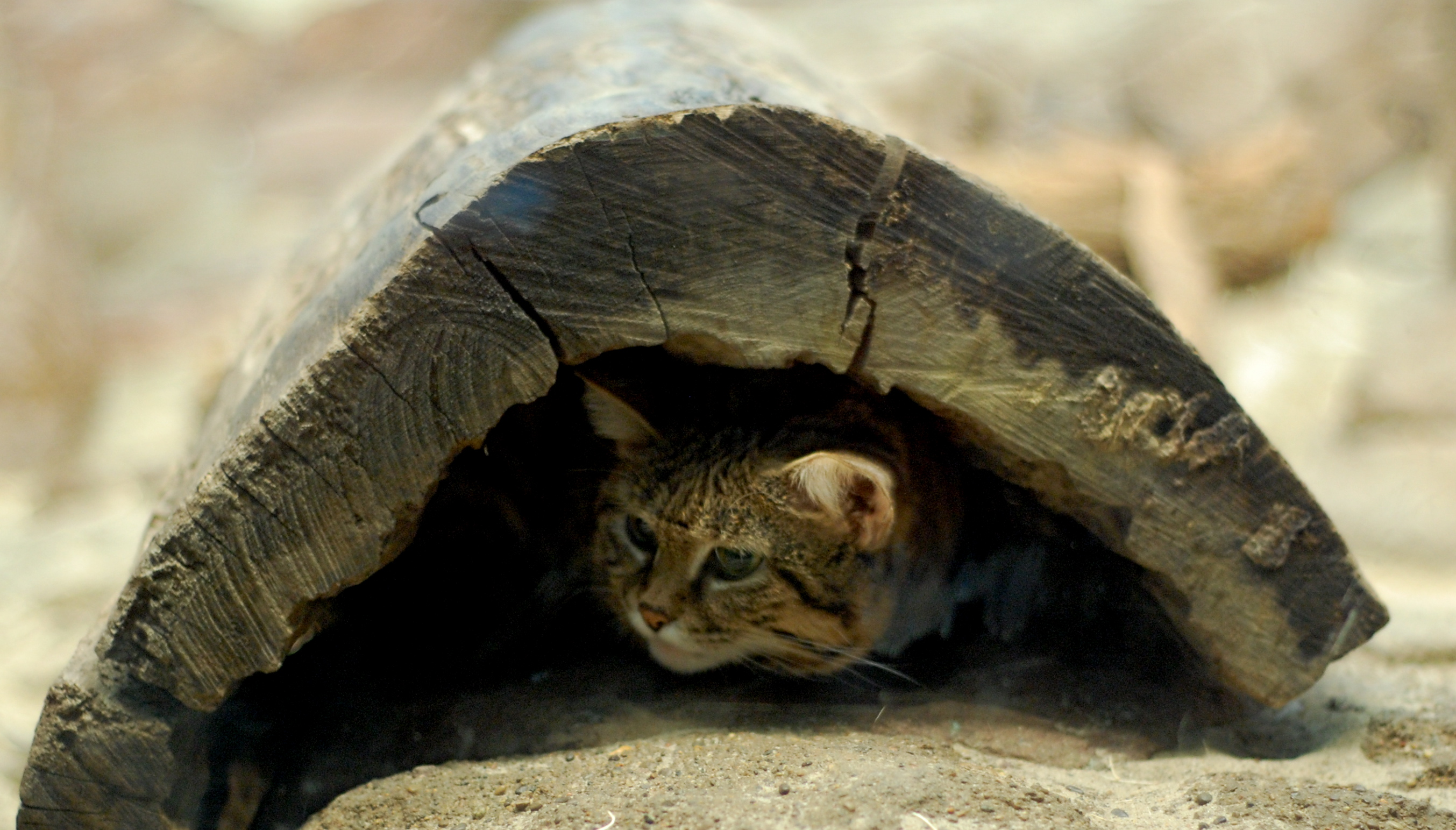
Schwarzfußkatze im Versteck

Schwarzfußkatzen sind dämmerungs- und nachtaktiv und lassen sich nur selten blicken. Den Tag verbringen sie in aufgegebenen Bauten von Springhasen, Stachelschweinen oder Erdferkeln und nutzen auch alte Termitenbaue. Schwarzfußkatzen sind ausgesprochen gute Gräber und erweitern ihre Baue zu einem großen Teil selbst. Anders als Hauskatzen, die mit nur einer Pfote kratzen, setzen Schwarzfußkatzen beide Pfoten ein.
Innerhalb eines Jahres durchstreift eine Katze ein Gebiet von 10 km², ein erwachsener Kuder sogar 22 km². Das Revier des Kuders überlappt die Gebiete von ein bis vier weiblichen Schwarzfußkatzen. Sie legen pro Nacht durchschnittlich rund acht Kilometer zurück, es wurden aber auch schon nächtliche Exkursionen von 16 Kilometern beobachtet.
Schwarzfußkatzen sind scheue Tiere, die bei jeder nur leichten Störung Deckung suchen. Drängt man sie in die Enge, verteidigen sie sich entschlossen. So werden sie ihrer Verteidigungsbereitschaft und ihres Mutes wegen in Teilen der südafrikanischen Karoo auch als „Miershooptier“ oder „Anthill Tiger“ (Ameisenhügel-Tiger) bezeichnet. Tatsächlich benutzen Schwarzfußkatzen hohle abgestorbene Termitenhügel nur selten zur Deckung, als Höhle und zum Gebären ihrer Jungtiere. In den Fabeln der indigenen San ist die Schwarzfußkatze ein äußerst mutiges Tier, das auch eine Giraffe anspringt, um ihr den Hals durchzubeißen.

### Beute und Jagdweise

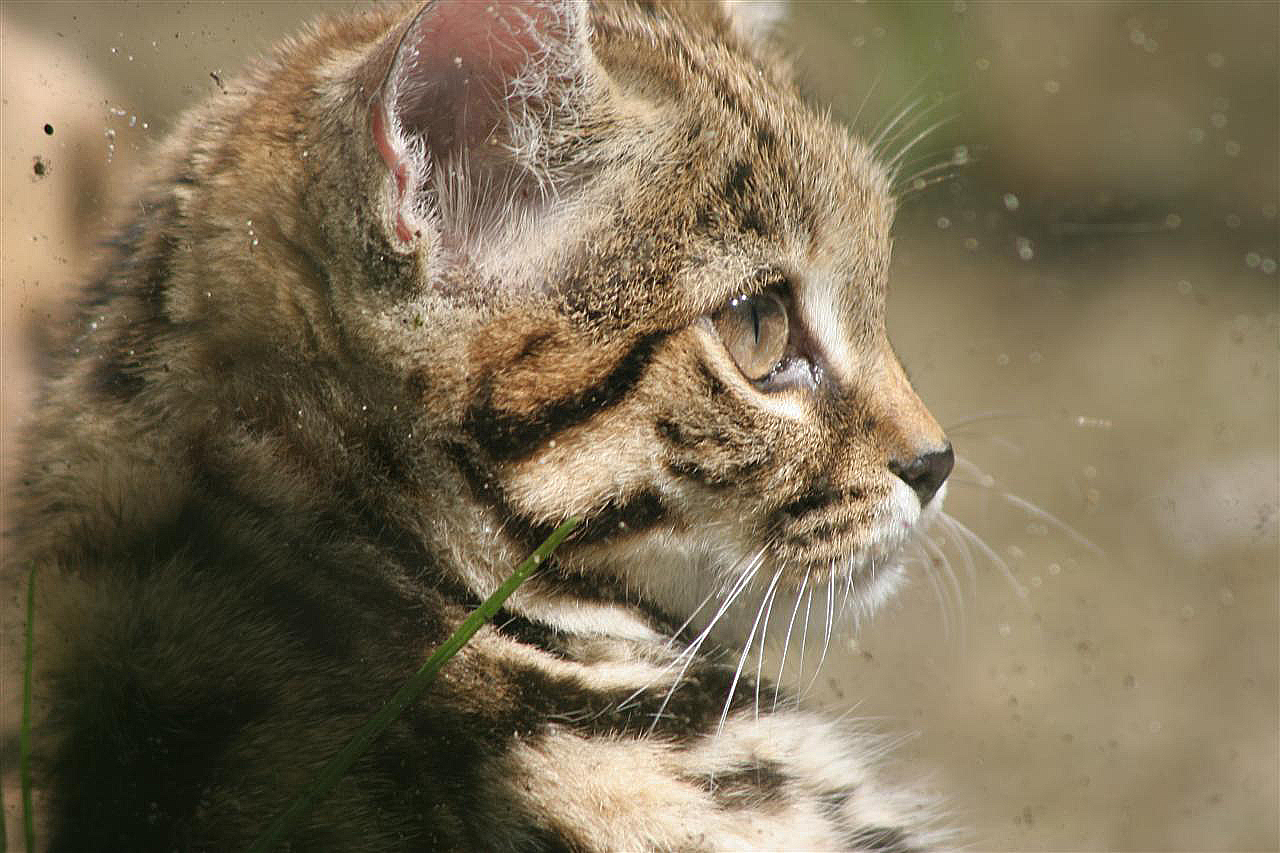
Porträt

Die Schwarzfußkatze ist ein opportunistischer Jäger. Ihrer geringen Größe wegen jagen Schwarzfußkatzen hauptsächlich kleine Beutetiere wie Mäuse und Vögel, schlagen aber auch Gackeltrappen und Kaphasen, die zum Teil schwerer sind als sie selbst. Insekten und Spinnen liefern aufgrund ihres geringen Gewichts nur etwa ein Prozent der aufgenommenen Beutemasse. 53 Prozent des Beutegewichts stammt von Beutetieren, die weniger als 30 bis 40 Gramm wiegen. Die nur gelegentlich gefangenen großen Beutetiere wie Kaphasen und größere Vögel machen 32 Prozent der Nahrung aus, auf Aas entfallen 13 Prozent der gefressenen Nahrung. Schwarzfußkatzen sind reine Bodenjäger und zeigen im Unterschied zu anderen Katzen wenig Neigung zu klettern. Der Nahrungsbedarf ist mit rund 250 Gramm pro Tag vergleichsweise hoch, er entspricht etwa einem Sechstel ihres Körpergewichts. Wenn sie an größerer Beute oder Aas fressen, können sie in kurzer Zeit bis zu 20 % ihres Körpergewichts aufnehmen, so wurde ein männliches Tier beobachtet, wie es innerhalb von 2,5 Tagen etwa 1,1 Kilogramm von einem toten Springbock fraß.
In Namibia sind die Hauptbeutetiere Mäuse, Spitzmäuse und Rennmäuse, die zusammen etwa drei Viertel der Beutetiere ausmachen, jedoch nur etwa 40 % der aufgenommenen Biomasse. Detaillierte Untersuchungen zum Jagdverhalten von Schwarzfußkatzen wurden in der südafrikanischen Kapprovinz durchgeführt. Dort wurden neun Kuder und zehn Katzen mit Radiosendern ausgestattet und während ihrer nächtlichen Jagd eng begleitet. Dabei wurden unterschiedliche Jagdweisen festgestellt. Während einer schnellen Jagd bewegte sich die beobachtete Katze mit einer Geschwindigkeit von zwei bis drei km/h durch das Gelände und scheuchte dabei Beutetiere auf. In einer anderen Jagdweise schlich die Katze mit einer Geschwindigkeit von 0,5 bis 0,8 km/h durch Grasbüschel, hielt immer wieder kurz inne, schaute sich um und lauschte. Der dritte Jagdstil ist schwierig vom Ruheverhalten zu unterscheiden, da die Katze mitunter sogar mit geschlossenen Augen da saß. Ihre Ohren bewegten sich jedoch ständig, und sie öffnete sofort die Augen, wenn sie einen Laut wahrnahm. Sie sind sehr aktive Jäger, die während ihrer Beutezüge alle 30 Minuten versuchen, ein Beutetier zu schlagen und dabei zu sechzig Prozent erfolgreich sind. In einer durchschnittlichen Nacht schlägt eine Schwarzfußkatze damit zwischen zehn und vierzehn kleine Nagetiere oder Vögel.
Auf der Jagd nach Vögeln schleichen Schwarzfußkatzen so nahe wie möglich an den Vogel heran und sprinten dann die letzten Meter. Mit den Pfoten ergreifen sie den Vogel, wenn der sich noch am Boden befindet, oder sie springen dem auffliegenden Vogel nach, ergreifen ihn noch im Auffliegen mit der Pfote und töten ihn dann mit einem schnellen Biss. Gut dokumentiert ist die Jagd einer weiblichen Schwarzfußkatze auf eine Gackeltrappe. Das Weibchen schlich sich über eine Distanz von 20 Metern in 20 Minuten an, sprintete dann die letzten drei Meter, ergriff die Gackeltrappe direkt am Hals und hielt sie für zwei Minuten fest, bis das Flügelschlagen aufhörte. Nachdem der Vogel tot war, ruhte die Katze erst für einige Minuten aus, beobachtete währenddessen ihr Umfeld und begann erst dann zu fressen. Sie blieb fast sechs Stunden lang bei der toten Trappe und vergrub die Überreste im Sand.
Die Tiere sind nicht auf Wasser angewiesen, trinken jedoch, wenn es verfügbar ist. Sie decken ihren Flüssigkeitsbedarf im Wesentlichen durch ihre Beutetiere.

### Fortpflanzung

Schwarzfußkatze im Wuppertaler Zoo

Das Fortpflanzungsverhalten von Schwarzfußkatzen ist bislang nur unzureichend untersucht. Beobachtungen an in Gefangenschaft gehaltenen Schwarzfußkatzen weisen jedoch darauf hin, dass die weiblichen Katzen einen Östrus von nur ein oder zwei Tagen haben, was verglichen mit anderen Kleinkatzen sehr kurz ist. In dieser Zeit ist das Weibchen nur für einen Zeitraum von fünf bis zehn Stunden paarungsbereit und verpaart sich dann alle zwanzig bis fünfzig Minuten.
Die Tragezeit beträgt 63 bis 68 Tage. Der Wurf einer Schwarzfußkatze besteht meist aus zwei, kann aber auch bis zu vier Junge umfassen. In Gefangenschaft geborene Jungtiere der Schwarzfußkatze wogen zwischen 60 und 93 Gramm und entwickelten sich etwas schneller als die Jungtiere von Hauskatzen. Bereits am ersten Lebenstag waren sie in der Lage zu krabbeln und ihren Kopf hochzuhalten. Die Augen der Jungen öffnen sich zwischen dem zweiten und dem zehnten Tag. Mit zwei Wochen können sie bereits laufen, mit einem Monat zeigen sie bereits Interesse an fester Nahrung. Durch in Gefangenschaft gehaltene Tiere weiß man, dass Weibchen mit Jungtieren alle sechs bis zehn Tage ihr Lager wechseln. Dieses Verhalten wird darauf zurückgeführt, dass in freier Wildbahn die Jungtiere durch Prädatoren besonders gefährdet sind.

### Gesundheit
Obduktionen von 38 Schwarzfußkatzen, die in Menschenobhut gehalten wurden, ergaben, dass 68 % an einer Nierenamyloidose gestorben sind. Gewebeproben einer freilebenden Schwarzfußkatze wiesen kleine Mengen amyloider Ablagerungen auf, was darauf hinweist, dass die Art möglicherweise eine Neigung zu Amyloidose hat.